# بوليميريز الحمض النووي الرايبوزي

بوليميريز الحمض النووي الرايبوزي 1 (المعروف أيضًا باسم Pol I) هو في حقيقيات النوى العليا، البوليميراز الذي يقوم فقط بنسخ RNA الريبوسومي (ولكن ليس 5S rRNA، الذي يتم تصنيعه بواسطة البوليميريز III)، وهو نوع من RNA يمثل أكثر من 50٪ من مجموع الحمض النووي الريبوزي المركب في الخلية.

## التركيب والوظيفة
بوليميريز الحمض النووي الرايبوزي 1 هو إنزيم 590 كيلو دالتون يتكون من 14 وحدة بروتينية فرعية (بولي ببتيدات)، وتم حل تركيبته البلورية في الخميرة بدقة 2.8 درجة في عام 2013. اثنا عشر من الوحدات الفرعية لها نظائر متطابقة أو ذات صلة في Pol II وPol III. ترتبط الوحدتان الفرعيتان الأخريان بعوامل بدء Pol II ولديهما متماثلات هيكلية في Pol III.
يقتصر نسخ الحمض النووي الريبوزومي على النواة، حيث يوجد حوالي 400 نسخة من جين rDNA سعة 42.9 كيلو بايت، مرتبة على شكل تكرار ترادفي في مناطق تنظيم النواة. تحتوي كل نسخة على تسلسل يصل إلى 13.3 كيلو بايت تقريبًا يشفر جزيئات 18S و 5.8S و 28S RNA، متشابكة مع فاصلتين داخليتين مكتوبتين، ITS1 و ITS2، ومحاطة باتجاه المنبع بـ 5 'فاصل نسخ خارجي و3' خارجي مكتوب. يتم نسخ هذه المكونات معًا لتشكيل 45S pre-rRNA يتم بعد ذلك شق 45S قبل الرنا الريباسي بعد النسخ بواسطة مربع C / D H / ACA box snoRNA، وإزالة المباعدة وتنتج الرنا الريباسي الثلاثة عن طريق سلسلة معقدة من الخطوات.
يتم نسخ الحمض النووي الريبوزي 5S بواسطة Pol III. بسبب بساطة نسخ Pol I ، فهو بوليميراز الأسرع مفعولًا ويساهم بنسبة تصل إلى 60٪ من مستويات النسخ الخلوي في الخلايا التي تنمو باطراد.
في الخميرة، يتميز 5S rDNA بميزة غير عادية تتمثل في الكذب داخل تكرار rDNA. يحيط به فواصل غير مكتوبة NTS1 و NTS2 ، ويتم نسخه إلى الوراء بواسطة Pol III، بشكل منفصل عن بقية rDNA.

## تنظيم نسخ الرنا الريباسي
يعتمد معدل نمو الخلايا بشكل مباشر على معدل تخليق البروتين، والذي يرتبط ارتباطًا وثيقًا بتخليق الريبوسوم ونسخ الرنا الريباسي. وبالتالي يجب أن تنسق الإشارات داخل الخلايا تخليق الرنا الريباسي مع المكونات الأخرى لترجمة البروتين. من المعروف أن Myc يرتبط بالحمض النووي الريبوزومي البشري من أجل تحفيز نسخ الرنا الريباسي بواسطة بوليميريز I. تم تحديد آليتين محددتين، مما يضمن التحكم المناسب في تخليق الرنا الريباسي والنسخ بوساطة Pol I.
بالنظر إلى الأعداد الكبيرة من جينات rDNA (عدة مئات) المتاحة للنسخ، تتضمن الآلية الأولى تعديلات في عدد الجينات التي يتم نسخها في وقت محدد. في خلايا الثدييات، يختلف عدد جينات rDNA النشطة بين أنواع الخلايا ومستوى التمايز. بشكل عام، عندما تصبح الخلية أكثر تمايزًا، فإنها تتطلب نموًا أقل، وبالتالي سيكون لها انخفاض في تخليق الرنا الريباسي وانخفاض في جينات rDNA التي يتم نسخها. عندما يتم تحفيز تخليق الرنا الريباسي، سيرتبط عامل الانتقائية 1 بمحفزات جينات rDNA التي كانت صامتة سابقًا، وتوظف معقدًا ما قبل البدء والذي سيربط به Pol I ويبدأ نسخ الرنا الريباسي.
يمكن أن تحدث التغييرات في نسخ الرنا الريباسي أيضًا عن طريق التغييرات في معدل النسخ. في حين أن الآلية الدقيقة التي من خلالها يزيد Pol I من معدل النسخ غير معروفة حتى الآن، فقد أظهرت الأدلة أن تخليق الرنا الريباسي يمكن أن يزيد أو ينقص دون تغييرات في عدد الحمض النووي الريبي المنسوخ بشكل نشط.

## دورة النسخ
في عملية النسخ (بأي بوليميراز) ، هناك ثلاث مراحل رئيسية:
- 1.البدء: بناء مركب بوليميراز RNA على محفز الجين بمساعدة عوامل النسخ
- 2.استطالة: النسخ الفعلي لغالبية الجين إلى تسلسل RNA المقابل
- 3.الإنهاء: وقف نسخ الحمض النووي الريبي وتفكيك مجمع بوليميراز الحمض النووي الريبي.

### البدء
لا يتطلب Pol I مربع TATA في المروج، وبدلاً من ذلك يعتمد على عنصر التحكم في المنبع (UCE) الموجود بين 200 و107، وعنصر أساسي يقع بين 45 و +20.
- 1. يربط عامل الربط المنبع ثنائي النواة (UBF) بين UCE والعنصر الأساسي.
- 2. يجند UBF ويربط مركبًا بروتينيًا يسمى SL1 في البشر (أو TIF-IB في الفأر) ، ويتألف من بروتين ربط TATA (TBP) وثلاثة عوامل مرتبطة بـ TBP (TAFs).
- 3. يحتوي ديمر UBF على العديد من صناديق المجموعة عالية الحركة (صناديق HMG) التي تقدم حلقات في منطقة المنبع، مما يسمح بتلامس UCE والعناصر الأساسية.
- RRN3 / TIF-IA فسفرته ويربط Pol I.
- 4. يرتبط Pol I بمجمع UBF / SL1 عبر RRN3 / TIF-IA ، ويبدأ النسخ.

لاحظ أن هذه العملية متغيرة في الكائنات الحية المختلفة.

### الاستطالة
نظرًا لأن Pol I يهرب ويمسح المروج، يظل UBF وSL1 مرتبطين بالمروج، وجاهزين لتجنيد Pol1 آخر. مجمع واحد في كل مرة. بينما يستمر الاستطالة دون عوائق في المختبر، فمن غير الواضح في هذه المرحلة ما إذا كانت هذه العملية تحدث في الخلية، نظرًا لوجود الجسيمات النووية. يبدو أن بول الأول ينسخ من خلال النيوكليوسومات، إما بتجاوزها أو تعطيلها، ربما بمساعدة أنشطة إعادة تشكيل الكروماتين. بالإضافة إلى ذلك، قد يكون UBF أيضًا بمثابة ردود فعل إيجابية، مما يعزز استطالة Pol I من خلال وظيفة مضادة للقمع. يمكن أيضًا لعامل إضافي، TIF-IC، أن يحفز المعدل الإجمالي للنسخ وقمع الإيقاف المؤقت لـ Pol I. بينما يتقدم Pol I على طول rDNA ، تتشكل الملفات الفائقة أمام المجمع وخلفه. يتم التخلص من هذه بواسطة topoisomerase I أو II على فترات منتظمة، على غرار ما يظهر في النسخ بوساطة Pol II.
من المحتمل أن يتم قطع الاستطالة في مواقع تلف الحمض النووي. يحدث الإصلاح المقترن بالنسخ بشكل مشابه للجينات المنسوخة Pol II ويتطلب وجود العديد من بروتينات إصلاح الحمض النووي، مثل TFIIH و CSB و XPG.

### الإنهاء
في حقيقيات النوى العليا، يقوم TTF-I بربط موقع الإنهاء وثنيه عند الطرف 3 'من المنطقة المكتوبة. هذا سيجبر بول الأول على التوقف. سوف يحفز TTF-I، بمساعدة عامل تحرير النص PTRF والمنطقة الغنية بالـ T ، Pol I إلى إنهاء النسخ والفصل عن الحمض النووي والنسخة الجديدة. تشير الدلائل إلى أن الإنهاء قد يكون محددًا للمعدل في حالات ارتفاع إنتاج الرنا الريباسي. سيقوم TTF-I و PTRF بعد ذلك بشكل غير مباشر بتحفيز إعادة إنشاء النسخ بواسطة Pol I في نفس جين rDNA. في الكائنات الحية مثل الخميرة في مهدها، تبدو العملية أكثر تعقيدًا ولا تزال غير واضحة تمامًا.

## نقطة ساخنة لإعادة التركيب
النقاط الساخنة لإعادة التركيب هي تسلسلات الحمض النووي التي تزيد من إعادة التركيب المحلي. يعد تسلسل HOT1 في الخميرة أحد أكثر النقاط الساخنة التي تمت دراستها جيدًا لإعادة التركيب الانقسامي. يتضمن تسلسل HOT1 مروج نسخ RNA polymerase I. في سلالة الخميرة الطافرة المعيبة في بوليميراز الحمض النووي الريبي I ، يتم إلغاء نشاط HOT1 في تعزيز إعادة التركيب. يبدو أن مستوى نشاط نسخ RNA polymerase I الذي يعتمد على المحفز في تسلسل HOT1 لتحديد مستوى إعادة التركيب الانقسامي القريب.